# West Burton (ort)
West Burton är en ort i Storbritannien.   Den ligger i grevskapet North Yorkshire och riksdelen England, i den centrala delen av landet, 300 km norr om huvudstaden London. West Burton ligger 161 meter över havet och antalet invånare är 303.
Terrängen runt West Burton är huvudsakligen lite kuperad. West Burton ligger nere i en dal. Runt West Burton är det ganska glesbefolkat, med 36 invånare per kvadratkilometer. Närmaste större samhälle är Catterick Garrison, 19,0 km nordost om West Burton. Trakten runt West Burton består i huvudsak av gräsmarker.